# 三河港

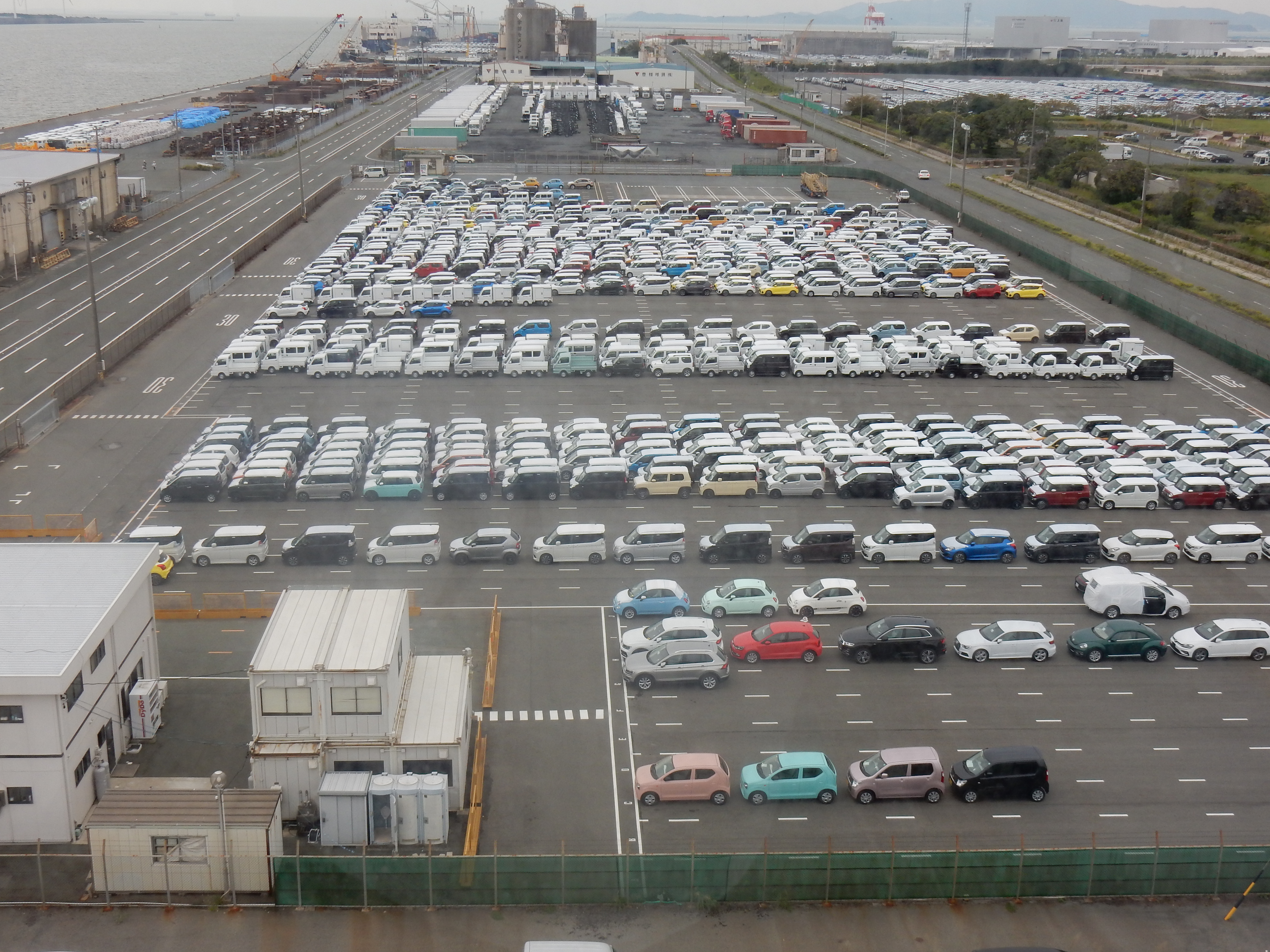
モータープール

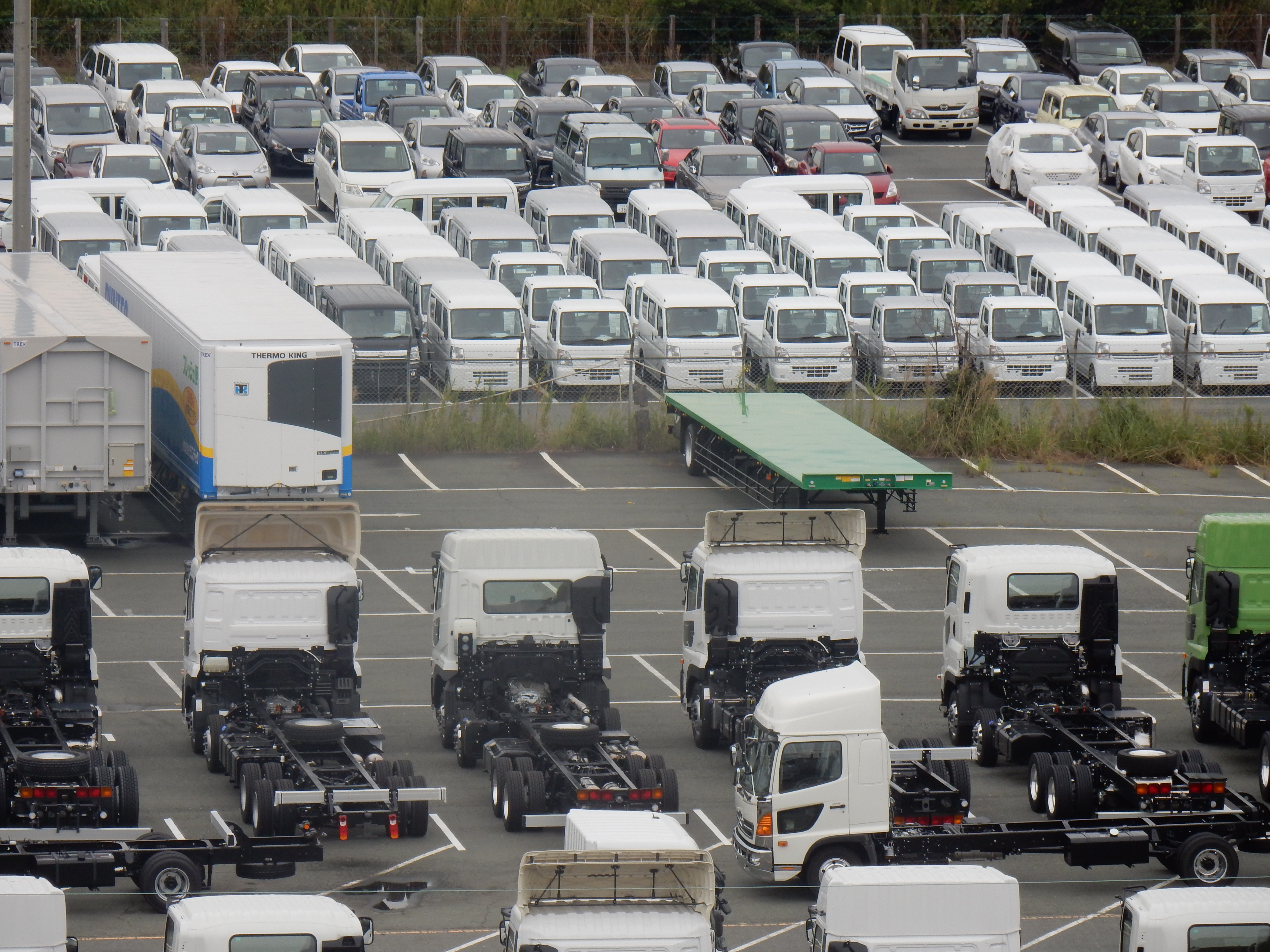
輸出待ちの車

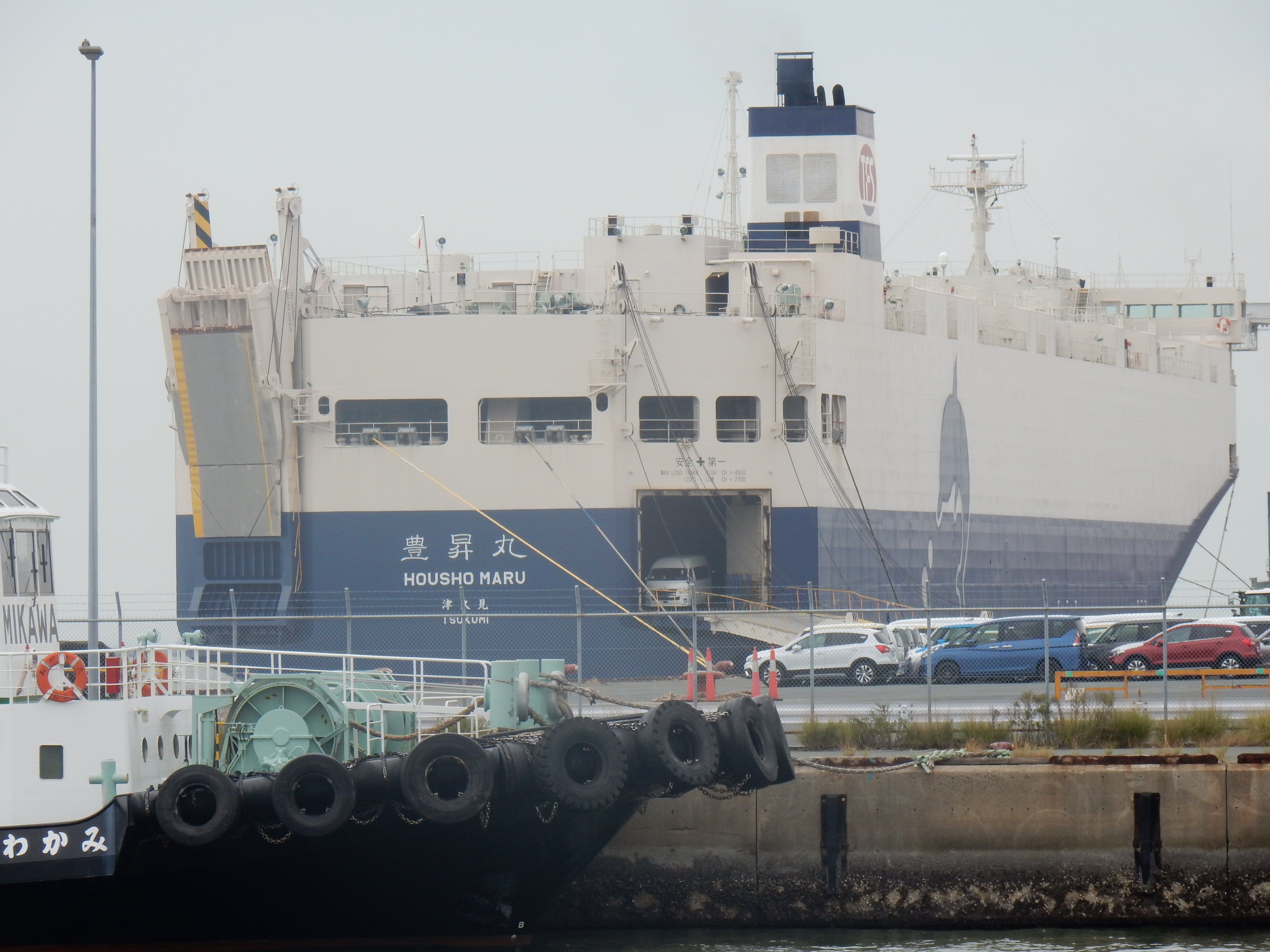
自動車運搬船

三河港（みかわこう）は、愛知県東部の三河湾・渥美湾奥にある港湾。蒲郡市、豊川市、豊橋市、田原市にまたがる。港湾管理者は愛知県。港湾法上の重要港湾、港則法上の特定港、関税法上の開港に指定されている。
港湾区域（港湾法）・港域（港則法）とも蒲郡市西浦町と田原市白谷町を結ぶ線より東側の水域となるが、西浦町側に若干の差異がある。
完成自動車の輸出は金額・台数とも名古屋港に次ぐ全国2位だが、輸入は金額・台数とも三河港が全国1位となっている。これは多くの海外自動車メーカーが三河港を拠点としていることによる。名古屋港、ドイツのブレーマーハーフェン港、ベルギーのセヴルージュ港、米国（ジョージア州）のブランズウィック港と並び世界を代表する自動車港湾。アメリカスカップ日本代表の母港としても知られ、リゾート施設も充実している。

## 歴史
- 1962年（昭和37年）5月 - 西浦港、蒲郡港、豊橋港、田原港の4港を統合し、三河港となる。
- 1964年（昭和39年） - 重要港湾に昇格。
- 1966年（昭和41年）4月1日 - 関税法上の蒲郡港を開港に指定。
- 1972年（昭和47年）5月1日 - 関税法上の豊橋港を開港に指定。
- 1997年（平成9年）10月24日 - 関税法上の蒲郡港、豊橋港に田原港の港域を統合し、三河港に改称。

## 港概要

### 面積
- 港湾区域 13,200 ha
- 臨港地区 569 ha

### 蒲郡市
- 蒲郡地区
  - 蒲郡地区一帯は2007年（平成19年）4月にみなとオアシスに登録していて、みなとオアシスがまごおりとして観光拠点ともなっている。
- 大塚地区

### 豊川市
- 御津地区

### 豊橋市
- 神野地区
- 大崎（船渡）地区
- 明海地区

### 田原市
- 田原地区

## ギャラリー

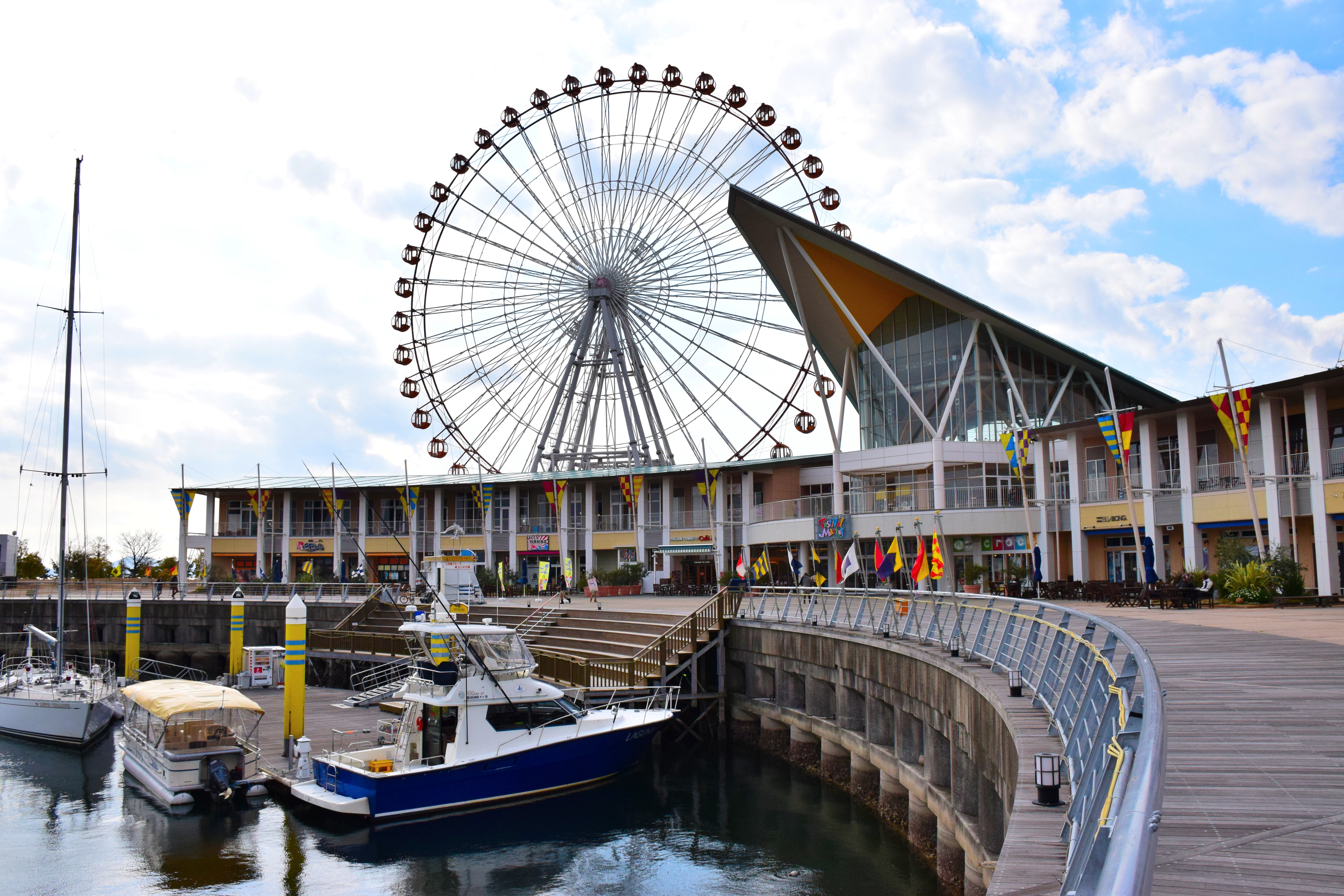
ラグーナテンボス（大塚地区）
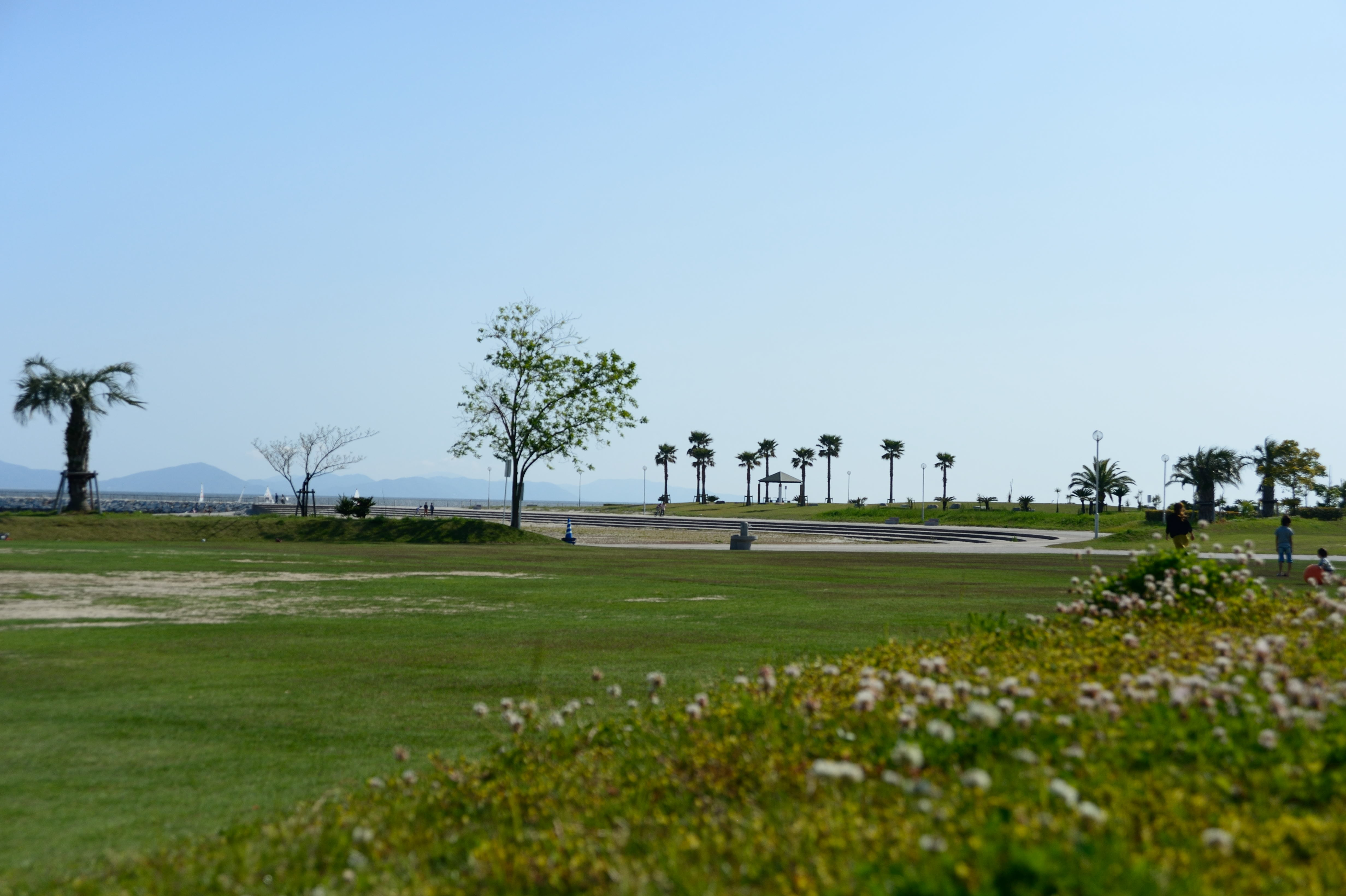
大塚海浜緑地（大塚地区）
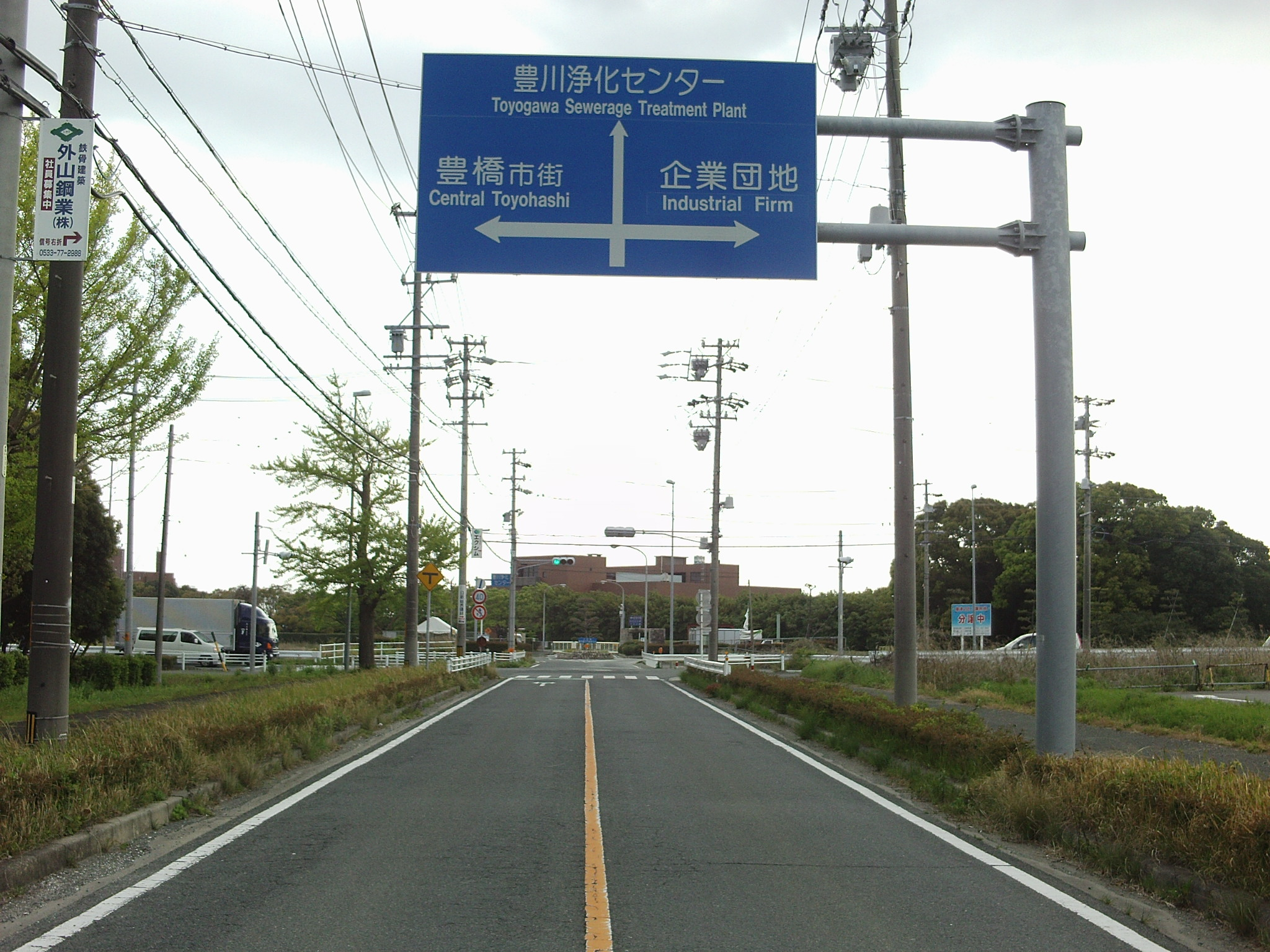
御津地区

## 進出している主な企業

### 蒲郡地区
- 竹本油脂
- ニデック

### 御津地区
- スズキマリーナ三河御津

### 神野地区
- 三河港コンテナターミナル
- Stellantisジャパン
- メルセデス・ベンツ日本
- ジャガーランドローバー・ジャパン
- ボルボ・カー・ジャパン
- Hyundai Mobility Japan
- 日本ジュース・ターミナル
- POSCO-JEPC
- 愛知海運産業
- 鈴与
- 上組
- 豊橋倉庫

### 明海地区
- フォルクスワーゲングループジャパン（国内輸入業者として唯一の自社専用岸壁を保有）

### 田原地区
- トヨタ自動車田原工場
- アイシン・エィ・ダブリュ
- 東京製鐵

## 関連施設
- ラグーナ蒲郡
- バリアフリー桟橋海陽
- 三河臨海緑地
- シーパレスリゾート
- 豊橋総合スポーツ公園
- ポートインフォメーションセンター「カモメリア」
- ライフポートとよはし

## 輸出入

### 輸出入総額
2013年（平成25年）現在
輸出
- 約2兆0,671億円（全国港湾6位）

輸入
- 約5,266億円（全国港湾30位）

### 完成自動車の年間輸出入
2013年（平成25年）現在
輸出
- 金額：1兆9,570億円
- 台数：85万8,000台
- 相手国（台数）：アメリカ（80.2%）、カナダ（4.1%）、プエルトリコ（1.4%）、チリ（1.4%）、ブラジル（1.3%）、ロシア（1.2%）

輸入
- 金額：3,985億円
- 台数：16万1,000台
- 相手国（台数）：ドイツ（31.7%）、ベルギー（11.0%）、スロバキア（8.3%）、インドネシア（8.1%）、メキシコ（6.9%）

## 主な取扱い自動車メーカー・ブランド

### 輸出
蒲郡地区
- 三菱自動車工業
  - 三菱

神野地区
- スズキ
  - スズキ

田原地区
- トヨタ自動車
  - トヨタ
  - レクサス

### 輸入
神野地区
- ステランティス
  - フィアット
  - アバルト
  - アルファロメオ
  - マセラティ
  - ジープ
  - プジョー
  - シトロエン
  - DSオートモビルズ

- メルセデス・ベンツ・グループ
  - メルセデス・ベンツ
  - メルセデスAMG
  - メルセデスEQ
  - マイバッハ

- ジャガーランドローバー
  - ジャガー
  - ランドローバー

- ボルボ・カーズ
  - ボルボ

- 現代自動車グループ
  - ヒョンデ

明海地区
- フォルクスワーゲン・グループ
  - フォルクスワーゲン
  - アウディ
  - ベントレー
  - ポルシェ
  - ランボルギーニ

## その他
自動車は輸出入だけでなく、自動車運搬船を利用した国内輸送の積み込みも行われている。
国内外を問わず、さらに多くの自動車メーカーの集積を狙う目的で三河港は「国際自動車コンプレックス構想」を打ち出し、「国際自動車特区」として政府の第二次構造改革特区に指定されている。
豊橋港区は現在の三河港となる前の名残から、地元では現在も豊橋港という表記が案内板などに記されている。豊橋港区に繋がる県道393号も「豊橋港線」という名称が付けられ、また地域高規格道路である国道23号（名豊道路）には「豊橋港インター」という名称のインターが存在する。